# پروتئازوم
پروتئازوم‌ها (به انگلیسی: Proteasome) مجموعه‌های پروتئینی غیر غشایی هستند که در همه یوکاریوتها و آرکیاها و برخی از باکتریها وجود دارند. عملکرد اصلی پروتئازوم حذف پروتئین‌های غیرضروری یا آسیب دیده، توسط پروتئولیز است. پروتئولیز یک واکنش شیمیایی است که پیوندهای پپتیدی را حذف می‌کند. محل پروتئازوم در سیتوپلاسم و هسته می‌باشد.
از لحاظ ساختاری، یک مجموعه استوانه‌ایست که دارای یک هسته و چهار حلقه اطراف هسته می‌باشد که حفره مرکزی را شکل می‌دهند.
نحوه کار اینها بدین گونه است که یوبی کویئتین ها ( از ریشه ubiqitous به معنای _در همه جا موجود_ میباشد) به پروتئین های غیرضروری ، آسیب دیده، بد تا خورده، پروتئین های خاص با کاربرد زمانی محدود میچسبند. این باعث میشود پروتئازوم ها آنها را تشخیص داده و با صرف ATP هم یوبی کوئیتین را جدا کرده و هم (پیچ خوردگی) رشته پروتئینی را باز کند. پروتئین ها به مرکز استوانه میروند و توسط آندوپپتیدازها به پپتیدهای کوتاه تبدیل میکنند.

## see also
- نمایش ریبوزوم